# Per Bylund
Per Bylund (nacido el 13 de diciembre de 1975 en Estocolmo, Suecia) es un escritor, político y pensador libertario. Es conocido por sus publicaciones a favor del anarcocapitalismo, además de ser el diseñador de Libertatis Æquilibritas, un símbolo que ha ganado importante aceptación entre los anarcocapitalistas. Bylund es también un activista y organizador de eventos.
En 1991, en tiempos de las elecciones generales suecas, Bylund se unió a la Liga de la Juventud Moderada, las juventudes del Partido Moderado. Fue miembro activo durante diez años, en 1998 fue elegido para el consejo municipal de Österåker, pero renunció a principios de 2000, desilusionado con la política electoral. En las elecciones generales de 2002 abogó por el abstencionismo como un medio de resistencia. En 1998 Bylund inició el portal Anarchism.net junto con otros dos anarcocapitalistas suecos, Per Ericsson y Thord Swedenhammar, el sitio se creó para la difusión del anarcocapitalismo y luego se convirtió en un espacio digital para el intercambio de ideas entre diferentes corrientes del anarquismo, logrando visibilidad internacional.
Per Bylund fue un miembro clave de la red libertaria sueca Frente de la Libertad (Frihetsfronten), y organizó la "Caminata por el capitalismo" en Estocolmo en el año 2001 y 2002. Bylund también es miembro de la Sociedad Internacional para la Libertad Individual. Editorialmente, ha editado la antología ¡El capitalismo tal como es! (Sådan är kapitalismen) y la revista trimestral Foro Libertario (Libertarianskt Foro), ambos trabajos en sueco.

## Estudios académicos
Bylund tiene una licenciatura en administración de empresas (1998), una maestría en informática con un premio a mejor tesis académica (1999) de la Escuela Internacional de Negocios de Jönköping y una maestría en ciencias políticas (2005) de la Universidad de Lund. Como parte de sus estudios en Jönköping pasó dos semestres en la Universidad del Pacífico de Hawái en Honolulu, Hawái, estudiando, entre otras cosas, economía con Ken Schoolland. Después de varios años trabajando como programador de sistemas y analista de negocios, desde otoño de 2007 estudió para un PhD en Economía Agrícola en la Universidad de Misuri en Columbia, a cargo del economista Peter G. Klein.